# Burg Rußegg
Die Burg Rußegg ist eine abgegangene Burg bei Seelenwald, einem Weiler in der Gemeinde Kanzach, fünf Kilometer nordwestlich der Stadt Bad Buchau, im Landkreis Biberach in Baden-Württemberg. 
Von der nicht genau lokalisierbaren Burganlage ist nichts erhalten.